# Syrische voetbalbond
De Syrische voetbalbond of Syrian Football Association (الاتحاد السوري لكرة القدم) (SFA) is de voetbalbond van Syrië.
De voetbalbond werd opgericht in 1936 en is sinds 1970 lid van de Aziatisch voetbalbond (AFC) en sinds 2001 lid van de West-Aziatische voetbalbond (WAff). In 1937 werd de bond lid van de FIFA. De voetbalbond is verantwoordelijk voor het Syrisch voetbalelftal.

## President
In november 2021 was de president Hatem Ghaeb.